# Marcel Zuschlag
Marcel Zuschlag (* 2. August 1993 in Meisenheim) ist ein deutscher Schauspieler.

## Leben
Marcel Zuschlag machte seine ersten Bühnenerfahrungen in Jugendtheaterproduktionen, u. a. im Jugendclub des Staatstheaters Mainz, wo er aber in kleinen Rollen auch bereits in Schauspiel- und Operninszenierungen auf der Bühne des Großen Hauses zum Einsatz kam. Außerdem trat er bei mehreren Aufführungen im Unterhaus Mainz auf. Von 2011 bis 2013 besuchte er die Jugendakademie für Darstellende Künste, ein bundesweites Nachwuchsförderprogramms für Jugendliche von 16 bis 21 Jahren, der Proskenion-Stiftung in Lingen.
Sein Schauspielstudium absolvierte er von 2013 bis 2017 an der Hochschule für Musik, Theater und Medien in Hannover. Während seiner Ausbildung gastierte er in der Spielzeit 2016/17 am Staatsschauspiel Hannover, wo er u. a. den Ciro in Lars-Ole Walburgs Bühnenfassung von Rocco und seine Brüder spielte, und am Studiotheater Hannover.
Ab der Spielzeit 2017/18 war er für zwei Spielzeiten bis zum Ende der Spielzeit 2018/19 festes Ensemblemitglied am E.T.A.-Hoffmann-Theater in Bamberg. Dort arbeitete er u. a. mit Sibylle Broll-Pape, Isabel Osthues und Stefan Otteni. Bei den Bamberger „Calderón-Festspielen“ in der Alten Hofhaltung verkörperte er 2018 den Lysander in der Shakespeare-Komödie Ein Sommernachtstraum. 2019 übernahm er bei den „Calderón-Festspielen“ die Rolle des Tagelöhners Flori in Der Brandner Kaspar und das ewig’ Leben. In der Spielzeit 2021/22 spielte er am Theater Hagen den Laertes in Hamlet.
Zuschlag stand auch für einige Film- und Fernsehrollen vor der Kamera. In der ZDF-Fernsehreihe Kreuzfahrt ins Glück spielte er in der im Dezember 2020 erstausgestrahlten Folge Hochzeitsreise an die Ostsee den Bed-and-Breakfast-Inhaber und werdenden Vater Jan Harms. In der 8. Staffel der ZDF-Serie Bettys Diagnose (2022) übernahm er eine der Episodenrollen als junger Mann, dessen wesentlich älterer Freund mit allen Mitteln versucht, nicht gemeinsam mit ihm zur Gay Pride nach Antwerpen fahren zu müssen.
In der 19. Staffel der Fernsehserie Sturm der Liebe spielte er von Dezember 2022 (Folge 3949) bis November 2023 (Folge 4151) den Assistenzarzt Leander Saalfeld und männlichen Part des Protagonistenpaares.
Marcel Zuschlag lebt in Köln.

## Filmografie (Auswahl)
- 2018: Overrun (Kurzfilm)
- 2020: Kreuzfahrt ins Glück: Hochzeitsreise an die Ostsee (Fernsehreihe)
- 2021: Start the fck up: Sigmund FreuNd (Fernsehserie, eine Folge)
- 2022: Bettys Diagnose: Zusammenhalt (Fernsehserie, eine Folge)
- 2022–2023: Sturm der Liebe (Fernsehserie)
- 2023: Wilsberg: Fette Beute (Fernsehreihe)